# Wanli
Wanli (ur. 4 września 1563, zm. 18 sierpnia 1620 w Pekinie) – trzynasty cesarz Chin z dynastii Ming.
Był synem cesarza Longqinga. Na tron wstąpił po śmierci ojca w 1572, mając zaledwie 9 lat. W pierwszej fazie jego panowania rządy sprawował, przy poparciu matki cesarza, Wielki Sekretarz Zhang Juzheng. Był on uzdolnionym urzędnikiem, zdołał ukrócić wszechwładzę dworskich eunuchów, usprawnić administrację i poprawić sytuację gospodarczą państwa. Starał się też utrzymywać pokojowe stosunki z Mongołami i Mandżurami i oszczędzał na armii. 
Po śmierci Wielkiego Sekretarza Zhanga w 1582 roku Wanli przejął rządy osobiste, jednak cesarz rezydujący w Zakazanym Mieście żył w oderwaniu od realiów kraju. Choć był ostatnim cesarzem dynastii Ming, który usiłował jak najlepiej rządzić cesarstwem, czasy jego rządów wykazywały oznaki nadchodzącego kryzysu. Dworem wstrząsała rywalizacja koterii eunuchów, która wzmogła się wraz z kryzysem dynastycznym wokół wyznaczenia następcy tronu: Wanli chciał pominąć swojego najstarszego syna na rzecz trzeciego, którego matką była ulubiona konkubina cesarza. Problemy finansowe cesarstwa pogłębiły się po wojnie japońsko-koreańskiej (1592-98), w której wojska Mingów zaangażowały się po stronie koreańskiego królestwa Joseon i które z trudem obroniły przed podbojem ze strony Japonii. Pogłębiło to w późniejszych latach ucisk podatkowy chłopów i przyczyniły wkrótce do pierwszych rozruchów chłopskich, które miały doprowadzić dynastię Ming do ostatecznego upadku za jeszcze bardziej nieudolnych następców Wanli. 
Po śmierci cesarza Wanli następcą został jego syn Taichang.